# Rupestrella jaeckeli
Rupestrella jaeckeli is een slakkensoort uit de familie van de Chondrinidae. De wetenschappelijke naam van de soort is voor het eerst geldig gepubliceerd in 2002 door Beckmann.